# Tromboza de sinus cavernos
Tromboza de sinus cavernos (TSC) constă în formarea unui cheag de sânge în sinusul cavernos, un sistem venos de la baza creierului care drenează sângele dezoxigenat din creier înapoi în inimă. Aceasta este o tulburare rară și poate fi de două tipuri - tromboză cavernoasă septică și tromboză cavernoasă aseptică. Forma de boală cea mai des întâlnită este reprezentată de tromboza cavernoasă septică. Cauza este de obicei o infecție care are ca punct de plecare un focar de infecție aflat în nas, sinusuri, urechi sau dinți. Stafilococul auriu și Streptococul sunt adesea bacteriile bacteriile cauzatoare dar mai există și altele.
Simptomele trombozei sinusului cavernos includ: scăderea sau pierderea acuității vizuale (a vederii), chemoza (edemul conjunctivei), exoftalmia, durerile de cap și paralizia nervilor cranieni care trec prin sinusul cavernos. Această infecție pune viața în pericol și necesită tratament imediat care include de obicei antibiotice și uneori drenaj chirurgical. Tromboza sinusului cavernos aseptic este de obicei asociată cu traume, deshidratare, anemie și alte tulburări.

## Semne și simptome
Prezentarea clinică a TSC poate fi variată. În literatura de specialitate au fost raportate atât afecțiuni acute, fulminante, cât și prezentări indolente, subacute. Cele mai frecvente semne ale TSC sunt cauzate de structurile anatomice afectate care traversează sinusul cavernos, în special nervii cranieni III-VI, precum și de simptomele rezultate din afectarea drenajului venos al orbitei și al ochilor.  Prezentările clasice sunt debutul abrupt al edemului periorbital unilateral, cefaleea, fotofobia și protruzia globului ocular (proptoză).
Alte semne și simptome frecvente includ: Ptoza, chemoza⁠(d), paralizii ale nervilor cranieni (III, IV, V, VI). Paralizia nervului cranian VI - Abducens - este cea mai frecventă. Deficiturile senzoriale ale ramurii oftalmice și maxilare ale nervului cranian V - Trigemen - sunt frecvente. Se pot observa pierderea sensibilității periorbitale și reducerea reflexului corneean. Papiledemul⁠(d) (edemul discului optic), hemoragiile retiniene, reducerea acuității vizuale și orbirea pot apărea din cauza congestiei venoase din retină. Febra, tahicardia și septicemia pot fi prezente. Poate apărea durerea de cap cu rigiditate nuchală. Pupila poate fi dilatată și cu reactivitate scăzută la lumină. Infecția se poate răspândi în sinusul cavernos controlateral în 24-48 de ore de la prezentarea inițială.

## Cauze
TSC septică rezultă cel mai frecvent din răspândirea prin contiguitate a infecției cu punct de plecare furuncul nazal (50 %), sinusurile  sfenoid sau etmoide (30 %) și infecțiile dentare (10 %). Focarele primare de infecție mai puțin frecvente includ amigdalele, palatul moale, urechea medie sau orbita (celulita orbitală ). Anastomoza venoasă bogată a sinusurilor paranasale permite răspândirea retrogradă a infecției în sinusul cavernos prin venele oftalmice superioare și inferioare. În trecut s-a crezut că venele din această zonă nu au valve și că aceasta a fost cauza majoră a răspândirii retrograde dar studiile au arătat de atunci că venele oftalmice și faciale nu sunt lipsite de valve.
Stafilococul auriu este agentul infecțios întâlnit în 70 % din aceste cazuri. Streptococul este pe locul al doilea.  Bacteriile Gram-negative și bacteriile anaerobe pot duce de asemenea la tromboza sinusală cavernoasă. Rareori, Aspergillus fumigatus⁠(d) și mucormicoza provoacă TSC.
Tromboza aseptică de sinusu cavernos este mult mai puțin frecventă și este de obicei asociată cu alte tulburări incluzând traumatisme, probleme circulatorii, cancerul nazofaringian și alte tumori ale bazei craniului, deshidratarea și anemia.

## Diagnostic
Diagnosticul trombozei sinusului cavernos se face prin examen clinic urmat de studii imagistice care să confirme impresia clinică. Proptoza, ptoza, chemoza și paralizia nervului cranian afectând inițial un ochi și progresând ulterior către celălalt ochi lămuresc diagnosticul. Tromboza sinusală cavernoasă este un diagnostic care se face în principal pe baza examenului clinic. Testele de laborator și studiile imagistice vin să confirme impresia clinică. 

#### Investigații de laborator
HLG, VSH, hemocultura și examenul bacteriologic din lichidul sinusal ajută la identificarea sursei primare a infecției. Puncția lombară este (uneori) necesară pentru a exclude meningita.

#### Investigații Imagistice
Filmele sinusale sunt utile în diagnosticul sinuzitei sfenoidiene. Opacifierea, scleroza și nivelurile de lichid din aer sunt descoperiri tipice.Format:Dubious. Examenul CT cu contrast poate dezvălui sinuzita subiacentă, îngroșarea venei oftalmice superioare și defecte neregulate de umplere în sinusul cavernos; cu toate acestea investigațiile pot fi normale la debutul bolii. Un RMN  care utilizează parametrii de flux și o Venogramă RMN  sunt mai sensibile decât o examenul CT. RMN-ul cu utilizarea parametrilor de flux și venograma RMN sunt studiile imagistice indicate pentru a diagnostica tromboza sinusală cavernoasă. Imaginile obținute în acest fel pot demonstra deformarea arterei carotide interne în sinusul cavernos și un semnal evident de hiperintensitate în sinusurile vasculare trombozate pe toate secvențele cu puls examinate. Există posibilitatea de a efectua și o angiografie cerebrală dar este invazivă și nu foarte sensibilă. Format:Dubious Venografia orbitală este dificil de realizat dar este excelentă în diagnosticarea ocluziei sinusului cavernos. 

### Diagnostic diferențial
- Celulita orbitală
- Anevrismul arterei carotide interne
- Accident vascular cerebral
- Cefalee de migrenă
- Blefarita alergică
- Exoftalmie tiroidiană
- Tumora cerebrală
- Meningita
- Mucormicoza
- Trauma

## Tratament
Recunoașterea sursei primare de infecție (ex. celulita facială, urechea medie sau sinuzita) și tratarea țintită a sursei primare este cel mai bun mod de a preveni tromboza sinusală cavernoasă. 

### Antibiotice
Se utilizează antibiotice intravenoase cu spectru larg până când se confirmă agentul etiologic cu certitudine.
1. Nafcilină 1,5 g IV q4h
2. Cefotaximă 1,5 până la 2 g IV q4h
3. Metronidazol 15 sarcină mg / kg urmată de 7,5 mg / kg IV q6h

Vancomicina poate fi înlocuită cu nafcilină dacă există suspiciunea că infecția este cauzată de Staphylococcus Aureus Rezistent la Meticilină sau de forme rezistente de Streptococcus Pneumoniae. Terapia adecvată ar trebui să ia în considerare sursa primară de infecție precum și posibilele complicații asociate cum ar fi abcesul cerebral, meningita sau empiemul subdural.
Toate persoanele cu TSC sunt de obicei tratate cu cure prelungite (3-4 săptămâni) de antibiotice IV. Dacă apar complicații precum supurația intracraniană 6-8 săptămâni de terapie totală pot fi justificate.
Toți pacienții trebuie monitorizați pentru semne de complicații rezultate din infecție, progresie către șoc septic sau/și formarea de emboli septici în timp până când antibioticele încep să lucreze.

### Rolul heparinei
Anticoagularea cu heparină este  un tratament controversat. Studiile retrospective arată date contradictorii. Decizia de a anticoagula cu heparină sau nu trebuie luată cu consultarea subspecialităților care au experiență și cunoștințe specializate cu tromboza de sinus cavernos (ex. Neurochirurgie, Hematologie). O analiză sistematică a concluzionat că tratamentul anticoagulant părea sigur și a fost asociat cu o reducere potențial importantă a riscului de deces respectiv de handicap.

### Rolul terapiei cu steroizi
Terapia cu steroizi este și ea controversată în multe cazuri de TSC. Cu toate acestea corticosteroizii au indicație absolută în cazurile de insuficiență hipofizară. Utilizarea corticosteroizilor poate avea un rol critic la pacienții cu criză addisoniană secundară ischemiei sau necrozei hipofizei care complică TSC.

### Intervenția chirurgicală
Sfenoidotomia în scopul drenajului chirurgical al infecției este indicată dacă se crede că punctul de plecare al infecției care a dus al TSC îl reprezintă sinusul sfenoid. Sfenoidotomia este un exemplu. Intervențiile chirurgicale necesare pentru tratamentul TSC variază în funcție de mecanismul fiziopatologic care a cauzat TSC. 

## Prognostic
Tromboza de sinus cavernos are o rată a mortalității sub 20 % în zonele cu acces la antibiotice. Înainte de era antibioticelor mortalitatea datorată TSC a fost de 80–100 %. Ratele de morbiditate au scăzut de asemenea de la 70 % la 22 % și din cauza posibilităților de a  diagnostica și de a iniția mai rapid tratamentul adecvat.